# Carrier Air Wing Seven
7ème Escadre aérienne embarquée
Le Carrier Air Wing Seven (CVW-7) est une escadre aérienne embarquée de l'US Navy, connue sous le nom de "Freedom Fighters", basée au Naval Air Station Oceana en Virginie. Il est embarqué par l'USS George H. W. Bush (CVN-77) . Le code de queue des avions du CVW-7 est AG.

## Historique
Le Carrier Air Wing Seven a été initialement créé le 20 juillet 1943 à la Naval Air Station Alameda en Californie, sous le nom de Carrier Air Group Eighteen. Après une période d'entraînement intensif, le groupe aérien embarque dans l'USS Intrepid (CV-11) et participe aux opérations de combat contre les Japonais pendant la Seconde Guerre mondiale. En septembre 1945, le groupe aérien est transféré à la Quonset Point Air National Guard Station, Rhode Island.[3] Le 15 novembre, la marine a modifié le schéma de désignation de ses groupes aériens transporteurs et le CVG-18 a été renommé CVAG-7. Le 1er septembre 1948, le schéma de désignation a de nouveau été modifié et le groupe aérien est devenu Carrier Air Group Seven (CVG-7) (c'était le deuxième groupe aérien à porter la désignation CVG-7; le premier CVG-7 existait de janvier 1944 à juillet 1946).

### Guerre froide
Pendant la guerre de Corée, le groupe aérien était affecté à l'USS Bon Homme Richard (CV-31).[3] Il  rejoint le Naval Air Station Oceana en 1958, associé à l'USS Independence (CV-62). Le 20 décembre 1963, tous les Carrier Air Groups ont été renommés Carrier Air Wings et CVG-7 est devenu Carrier Air Wing Seven (CVW-7). Au début de 1978, le CVW-7 s'est embarqué sur l'USS Dwight D. Eisenhower (CVN-69). D'avril à décembre 1980, CVW-7 effectue un déploiement dans l'océan Indien à l'appui des opérations de sauvetage durant la Crise des otages américains en Iran (Opération Eagle Claw), suivi en septembre et octobre par des exercices de l'OTAN dans l'Atlantique Nord. De janvier à juillet 1982, effectue un déploiement en Méditerranée qui comprenait un soutien à l'évacuation des Américains du Liban. En avril 1983, conjointement avec l'USS John F. Kennedy (CV-67) et soutien de la Force multinationale de maintien de la paix à Beyrouth, au Liban.[3] En septembre 1991, le CVW-7 s'est déployé dans la mer Rouge/le golfe Persique dans le cadre de l'opération Tempête du désert après les hostilités.

### opérations des années 1990
L'escadre aérienne s'est déployée sur l'USS George Washington (CVN-73) en tant que composante du Cruiser Destroyer Group Two le 20 mai 1994. Avec l'USS Saratoga (CV-60), le groupement tactique s'est rendu directement dans l'Adriatique pour mener des opérations à l'appui de l'opération Deny Flight et Sharp Guard. Avec l'USS George Washington, par le canal de Suez, le CVW-7 a participé à l'opération Southern Watch en octobre 1994. 
En septembre 1996, Le CVW-7 s'est déployé avec l'USS John C. Stennis (CVN-74) pour soutenir de nouveau l'opération Southern Watch.[3]

### AuXXIesiècle
En 2000, le CVW-7 a de nouveau été déployé avec l'USS Dwight D. Eisenhower dans la mer Méditerranée et l'océan Indien.Deux ans plus tard, le CVW-7 a été déployé dans les mêmes régions à bord de l'USS John F. Kennedy et à bord de l'USS George Washington, avant de finalement retourner à Dwight D. Eisenhower en 2006-2007. Deux déploiements à bord de Dwight D. Eisenhower ont suivi en 2009 et 2010.
Dans le cadre de l'opération Vigilant Resolve, le 28 avril 2004, les escadrons Carrier Air Wing Seven (VFA-136, VFA-131, VF-11 (en) et VF-143 (en) ont effectué des sorties aériennes de combat contre des insurgés à Falloujah, larguant 13 GBU-12 Paveway II (en) (Bombe guidée laser), tout en fournissant un appui aérien de combat au I Marine Expeditionary Force.
En avril et mai 2008, les escadrons de chasseurs d'attaque de CVW-7 ont accompagné l'USS George Washington de Norfolk (Virginie), à San Diego (Californie), passant le cap Horn. Bien qu'officiellement affectés au Carrier Air Wing Seventeen, les escadrons ont conservé leur code de queue "AG". Quatre déploiements à bord de l'USS Dwight D. Eisenhower ont suivi en 2009, 2010, 2012 et 2013. En 2015, le CVW-7 a été réaffecté à l'USS Harry S. Truman et a commencé un déploiement prévu dans les zones d'opérations des 6ème flotte et 5ème flotte le l'US Navy le 16 novembre. Le 22 mai 2018, le CVW-7 a été affecté à l'USS Abraham Lincoln.

## Les unités subordonnées
| Code    | Insigne | Escadron                                   | Surnom       | Avion                |
| ------- | ------- | ------------------------------------------ | ------------ | -------------------- |
| VFA-103 |         | Strike Fighter Squadron 103                | Jolly Rogers | F/A-18F Super Hornet |
| VFA-143 |         | Strike Fighter Squadron 143                | Pukin Dogs   | F/A-18E Super Hornet |
| VFA-86  |         | Strike Fighter Squadron 86                 | Sidewinders  | F/A-18E Super Hornet |
| VFA-136 |         | Strike Fighter Squadron 136                | KnightHawks  | F/A-18E Super Hornet |
| VAQ-140 |         | Electronic Attack Squadron 140             | Patriots     | EA-18G Growler       |
| VAW-121 |         | Airborne Early Warning Squadron 121        | Bluetails    | E2D Advanced Hawkeye |
| HSC-5   |         | Helicopter Sea Combat Squadron 5           | Nightdippers | MH-60S Seahawk       |
| HSM-46  |         | Helicopter Maritime Strike Squadron 46     | Grandmasters | MH-60R Seahawk       |
| VRC-40  |         | Fleet Logistics Support Squadron 40 Det. 3 | Rawhides     | C-2A Greyhound       |